# بلندگو

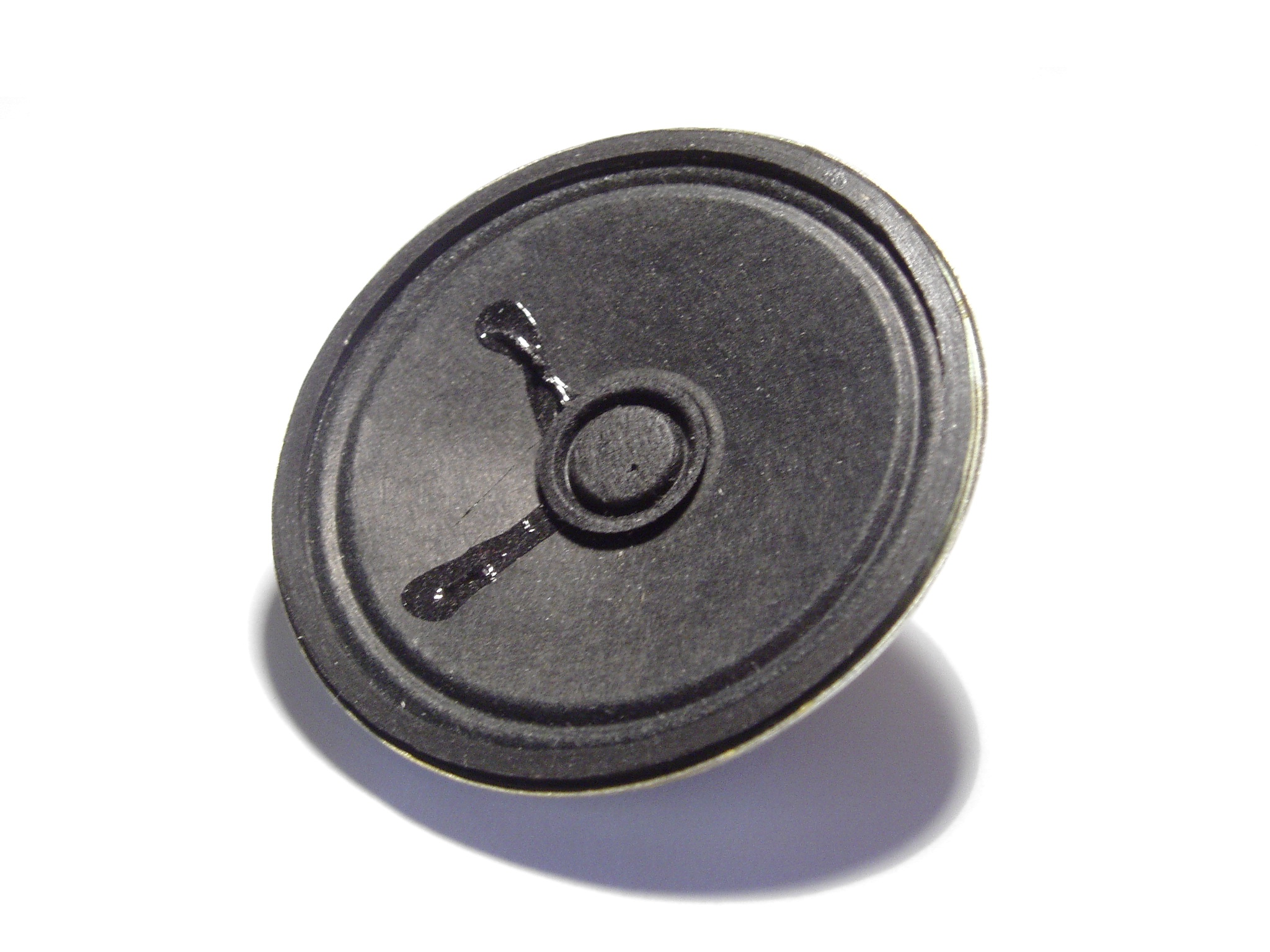
تصویری از یک بلند گوی ارزان قیمت ۳٫۵ اینچی با دقت پخش کم

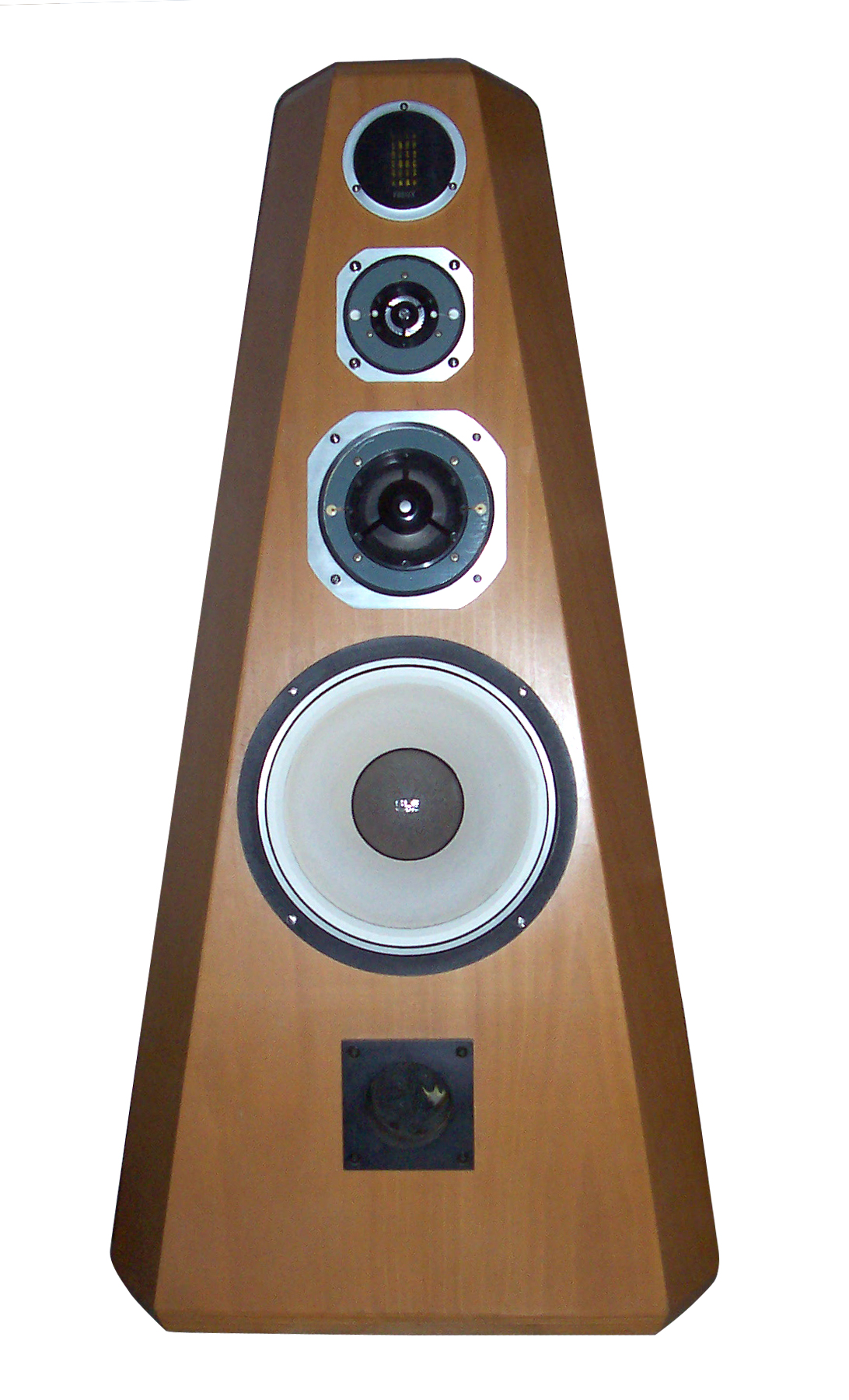
تصویری از یک مجموعه بلندگوی چهار تایی گران‌قیمت با دقت پخش زیاد

بلندگو یا اسپیکر (Speaker)، وسیله‌ای است که انرژی الکتریکی را به صدا تبدیل می‌کند. از بلندگو به همراه تقویت‌کننده، برای بلندتر کردن صدا استفاده می‌شود.
واژه بلندگو ممکن است تنها به یک مبدّل یا به سیستمی شامل چندین تقویت‌کننده و همچنین دیگر قطعات الکترونیکی گفته شود.
بلندگو بخشی اساسی از هر سیستم صوتی است و معمولاً تفاوت کیفیت در سیستم‌های صوتی، بیشتر ناشی از این بخش است و بیشترین اعوجاج در صدا در این بخش صورت می‌گیرد.

## تاریخچه
یوهان فیلیپ رایس یک بلندگوی الکتریکی را در سال ۱۸۶۳ در تلفن خود نصب کرد که قادر بود صدایی واضح تولید کند.سلام حال شما خوب است

## باند یا بلندگو
در ایران به بلندگویی که درون باکس قرار می‌گیرد اصطلاحاً «باند» می‌گویند و مشخص نیست که این اصطلاح با چه منظوری انتخاب شده‌است. شاید به این خاطر است که یک «باند» مجموعه ای است شامل یک یا چند بلندگو، کراس اور (مدار تطبیق دهنده و تفکیک‌کننده فرکانس‌های صدا)، باکس یا جعبه بلندگو و مواد عایق مختلف که می‌تواند شامل مواد جذب‌کننده یا دیواره‌های مختلف تفکیک‌کننده داخل کابین باشد.